# Katedra w Luleå

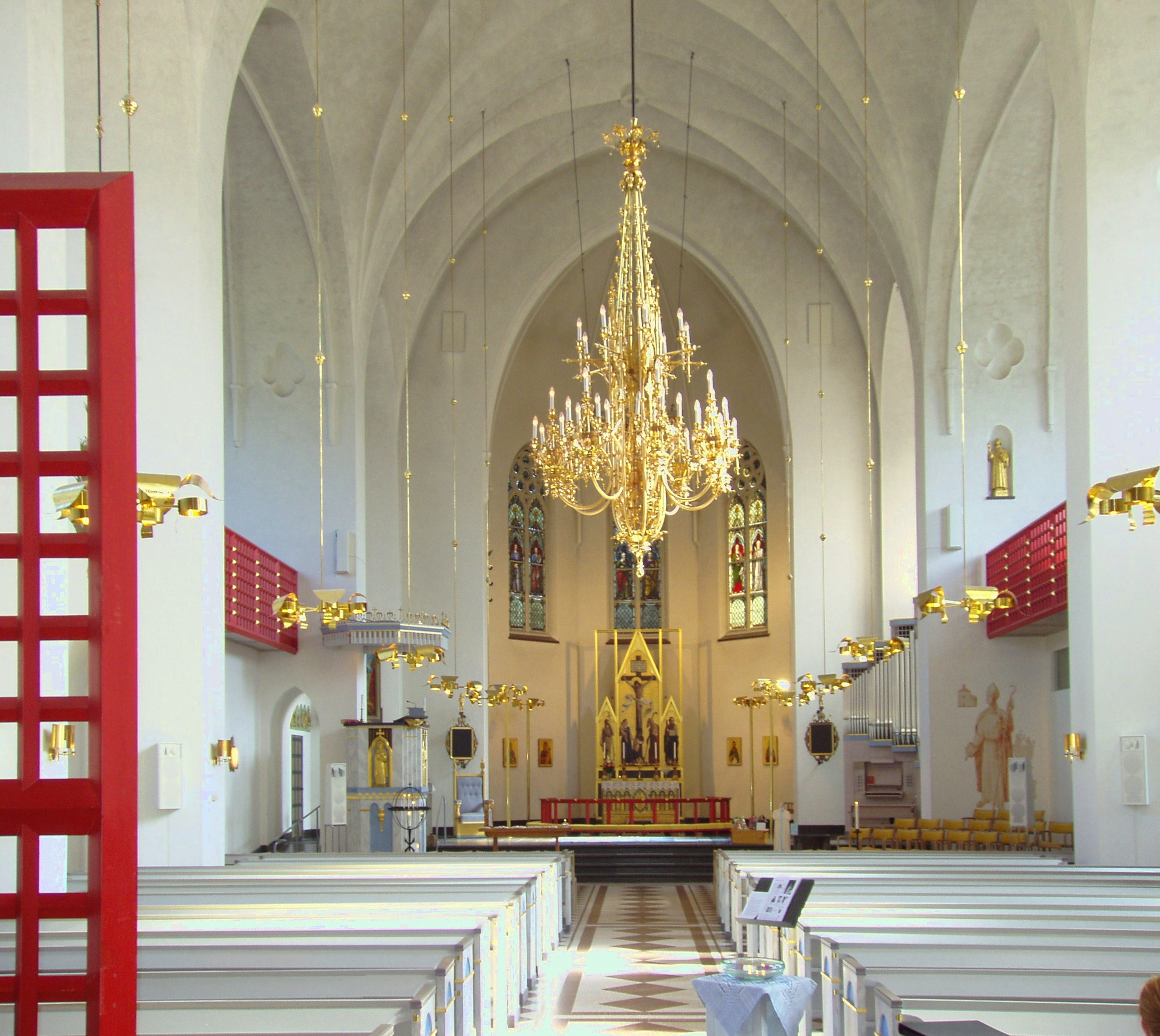
Neogotyckie wnętrze katedry

Katedra w Luleå (szw. Luleå domkyrka) – kościół katedralny w Luleå.
Świątynia należy Kościoła Szwecji. Jest siedzibą luterańskich biskupów diecezji Luleå. Katedra w Luleå jest najmłodszą a zarazem najdalej na północy położoną katedrą Szwecji.
Katedra ma status zabytku sakralnego według rozdz. 4 Kulturminneslagen (pol. Prawo o pamiątkach kultury) ponieważ została wzniesiona do końca 1939 (3 §).

## Historia i architektura
Katedra została zbudowana (jako zwykły kościół) na wcześniejszego kościoła Gustawa (szw. Gustavskyrkan), wzniesionego w 1790 na miejscu jeszcze wcześniejszego, drewnianego, konsekrowanego w 1667.
Kościół Gustawa spłonął w wielkim pożarze, jaki ogarnął miasto w 1887. Zaraz potem zaczęto budować nowy kościół. Został on wzniesiony z cegły w stylu neogotyckim według planów architekta Adolfa Emila Melandera ze Sztokholmu i poświęcony w 1893. Otrzymał wezwanie Oskara Fryderyka na cześć króla Szwecji Oskara II. Kościół ten zyskał status katedry z chwilą utworzenia diecezji w Luleå w 1904.
Katedra miała pierwotnie we wnętrzu bogatą, gotycką snycerkę, którą w latach 30. XX w. usunięto, uważając ją za zbyt mroczną; wykonano nową, jaśniejszą dekorację w duchu modernizmu według planów architekta Knuta Nordenskjölda. Malowidła na ścianach i na sklepieniu zostały usunięte a wnętrze pomalowano na biało. Resztki dawnej dekoracji pozostały tylko przy wejściu do świątyni.
W latach 80. dokonano kolejnej renowacji pod nadzorem architekta Bertila Franklina. Dano wówczas nieco cieplejsze barwy, m.in. balustradę na emporze pomalowano na czerwono i żółto.
W 2004 zakończyła się ostatnia jak dotąd renowacja świątyni; przywrócono wówczas południową emporę z pomieszczeniem poniżej niej, zbudowano tzw. izbę narzeczonych a w nawie środkowej zawieszono duży, ozdobny żyrandol.

## Architektura i wyposażenie
Katedra w Luleå jest zbudowana na planie krzyża łacińskiego w formie bazyliki z transeptem. Ma 54 m długości i 35 m szerokości. Jej wieża wznosi się na wysokość 67 m.
Witraże w oknach absydy przedstawiające apostołów pochodzą z 1893. Z tego samego roku pochodzi też ołtarz główny, namalowany przez G. Lindberga. Przedstawia on w sposób symboliczny poszukiwanie Jezusa przez ludzi w różnym wieku.
Krucyfiks triumfalny jest dziełem Carla Fagerberga.
Ambonę katedralną zdobią rzeźby Chrystusa, Mojżesza i Marcina Lutra.
Pokryta reliefami chrzcielnica pochodzi z 1937.
Organy zostały zbudowane przez firmę Grönlunds orgelfirma w latach 80. XX w.
W katedrze znajdują się też obrazy apostołów Północy: misjonarza Stenfinna i św. Ansgara.